# Sveti Vlas
Sveti Vlas (bulgare : Свети Влас) est une ville située dans l'est de la Bulgarie. Elle est surtout connue comme une station balnéaire au bord de la mer Noire.

## Géographie
Sveti Vlas est située dans l'est de la Bulgarie, à 410 km à l'est de la capitale Sofia et à 41 km au nord-ouest de la ville de Bourgas. Elle fait partie de la Nessebar.

## Galerie

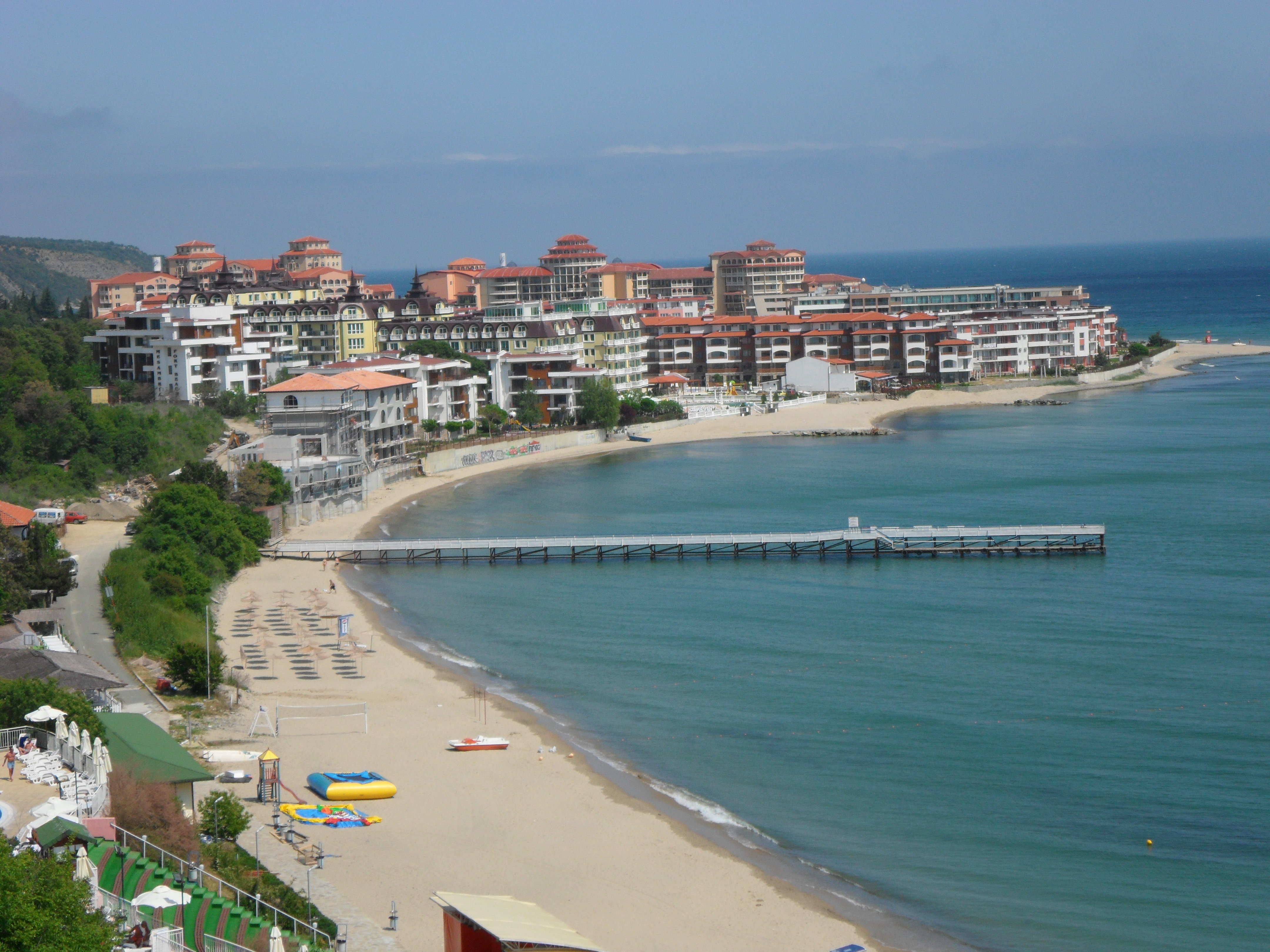
Une plage